# Skala inwersji

Skala inwersji dla ostatnich 5 mln lat – obszary zaczernione to okresy, w których biegunowość była taka, jak obecnie

Skala inwersji dla kenozoiku i kredy – obszary zaczernione to okresy, w których biegunowość była taka, jak obecnie

Skala inwersji – skala geochronologiczna utworzona na podstawie badań paleomagnetycznych - inwersji ziemskiego pola magnetycznego, czyli przebiegunowania Ziemi.
Skala inwersji dla ostatnich 5 mln lat obejmuje cztery epoki paleomagnetyczne: Brunhesa (polarności normalnej - analogicznej do współczesnej), Matuyamy (polarność odwrócona), Gaussa (normalna) i Gilberta (polarność odwrócona), oraz liczne, krótsze zdarzenia paleomagnetyczne i epizody paleomagnetyczne w ich obrębie.
Dla kenozoiku i górnej kredy sporządzono mniej dokładną skalę inwersji.
Jeszcze bardziej przybliżoną skalę skonstruowano dla mezozoiku i paleozoiku.